# Кютеза
Кютеза (на албански: Qytezë или Qyteza) е село в Албания в община Девол, област Корча.

## География
Селото е разположено на 15 километра южно от град Корча високо в северните склонове на планината Грамос.

## История
Александър Синве („Les Grecs de l’Empire Ottoman. Etude Statistique et Ethnographique“), който се основава на гръцки данни, в 1878 година пише, че в Кьонтеза (Kionteza) живеят 900 гърци.
Според Георги Константинов Бистрицки Градище (Кютеза - обърнато на албански) преди Балканската война има 100 полуалбанчени български къщи.
В местността Църква (Cërkva) има следи от старо селище.
В селото има две стари църкви - „Свети Никола“ и „Свети Атанасий“.
До 2015 година селото е част от община Божи град (Мирас).

## Личности
Родени в Кютеза
- Кола Тромара (1882 – 1945), албански политик